# Tetraria graminifolia
Tetraria graminifolia är en halvgräsart som beskrevs av Margaret Rutherford Bryan Levyns. Tetraria graminifolia ingår i släktet Tetraria och familjen halvgräs. Inga underarter finns listade i Catalogue of Life.